# Gajim
Gajim [gɛˈʒɪm] ist ein freier Instant-Messaging-Client für XMPP (ehemals Jabber genannt). Die plattformunabhängige Software wurde bislang auf Linux, BSD sowie Windows portiert, ist in Python geschrieben und verwendet für die Oberfläche GTK+. Für macOS existiert (Stand: Oktober 2022) eine Portierung, jedoch kein einfach zu installierendes Installationspaket wie für Linux oder Windows.
Der Name Gajim ist ein rekursives Akronym für „Gajim's a jabber instant messenger“.

## Fokus
Gajim hat das Ziel, ein leistungsstarker und zugleich einfach zu bedienender XMPP-Client zu sein. Gajim basiert auf GTK und ist somit auf mehreren Betriebssystemen verfügbar. Der hohe Funktionsumfang spiegelt sich unter anderem in der XML-Konsole der Software wider, mit welcher sämtliche übertragenen Datenpakete betrachtet werden können.

## Funktionen (Auszug)
- Chatfenster mit Tabs
- Mehrbenutzerchat
- Avatare, Dateitransfer
- Audio- und Videochat per XMPP/Jingle (ab Version 0.14)
- Rechtschreibprüfung
- Emoticons
- Icon im Systemabschnitt der Kontrollleiste (System Tray-Icon)
- TLS- und GPG-Unterstützung (letzteres bis Version 0.15 nicht unter Windows)[12] und OMEMO[13]
- Transport-Registrierungsunterstützung, um andere Messaging-Netzwerke zu erreichen
- Durchsuchen von Serverdiensten
- Suche in Wikipedia, Wörterbüchern und Suchmaschinen
- Unterstützung für mehrere Benutzerkonten
- D-Bus-Fähigkeiten (Fernsteuerung/Fernzugriff)
- Fernsteuerung per XMPP (XEP-0146)[14][15]
- XML-Konsole
- Chat States (Anzeige, ob der Gesprächspartner gerade tippt oder nicht)

Gajim wurde bisher in die Sprachen Baskisch, Bulgarisch, Deutsch, Englisch, Esperanto, Französisch, Italienisch, Kroatisch, Norwegisch, Polnisch, Russisch, Schwedisch, Slowakisch, Spanisch, Tschechisch und Ukrainisch übersetzt.